# Andrea di Jacopo d'Ognabene
Andrea di Jacopo d'Ognabene (Pistoia, ... – ...; fl. XIV secolo) è stato un orafo italiano.

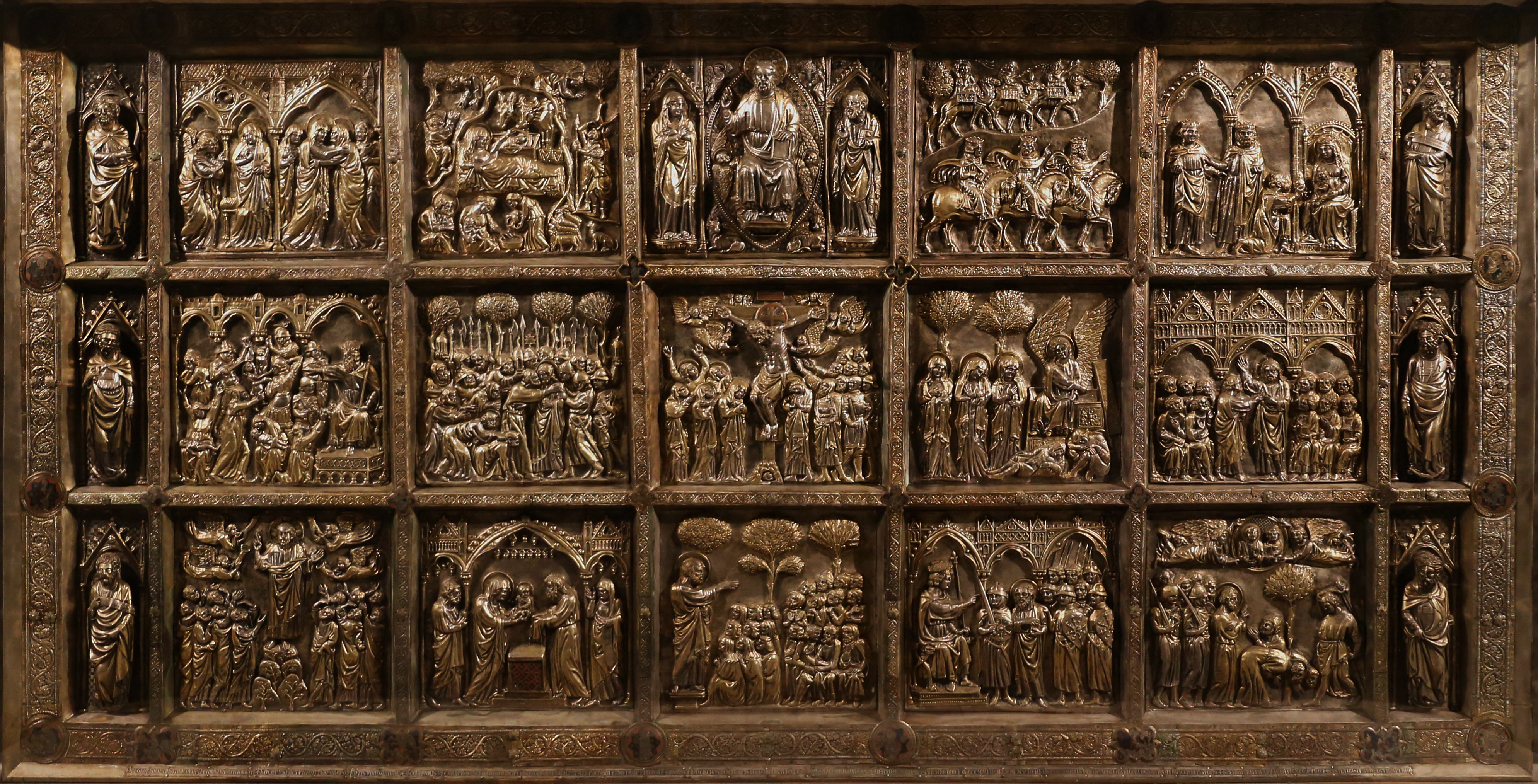
Il paliotto dell'altare argenteo di San Jacopo, Pistoia

Secondo quanto riportato nell'iscrizione datata 1316, fu autore, con la sua bottega, del lato anteriore del paliotto dell'altare argenteo di San Jacopo nel duomo di Pistoia, nel quale sono raffigurate storie di Cristo e di san Jacopo. In tali rilievi si nota la conoscenza dei modelli di Nicola e Giovanni Pisano, sebbene la composizione delle storie non travalichi mai un'impostazione convenzionale, anche un po' ripetitiva. 
Pochissime sono le altre opere a lui attribuite, tra cui una croce astile (driferibile al suo ambito) in collezione Salini a Siena.